# Аргулица
Аргулица (мкд. Аргулица) је насеље у Северној Македонији, у источном делу државе. Аргулица је село у саставу општине Карбинци.

## Географија
Аргулица је смештена у источном делу Северне Македоније. Од најближег града, Штипа, насеље је удаљено 12 km северно.
Насеље Аргулица се налази у историјској области Овче поље. Насеље је положено у долини реке Брегалнице, на левој обали реке. Југоисточно од насеља уздиже се побрђе Јуруклук, најнижи део планине Плачковице ка истоку. Надморска висина насеља је приближно 320 метара.
Месна клима је блажи облик континенталне због близине Егејског мора (жарка лета).

## Становништво
Аргулица је према последњем попису из 2002. године имала 315 становника.
Већинско становништво су етнички Македонци (96%), а остало су махом Турци (3%).
Претежна вероисповест месног становништва је православље.